# Белая Гора (Емецкое сельское поселение)
Бе́лая Гора́ — деревня на правом берегу Северной Двины. Входит в состав муниципального образования «Емецкое». 

## Население
| 2002 | 2010 | 2012 |
| ---- | ---- | ---- |
| 5    | ↘0   | ↗1   |

Сезонно посещается для работ на поле, рыбной ловли, охоты, сбора ягод. 

## Инфраструктура
В деревне находятся 7 домов. 

## Транспорт
Добраться проще всего на лодке с села Большая Гора.